# Massonia depressa
Massonia depressa là một loài thực vật có hoa trong họ Măng tây. Loài này được Houtt. mô tả khoa học đầu tiên năm 1780.

## Hình ảnh

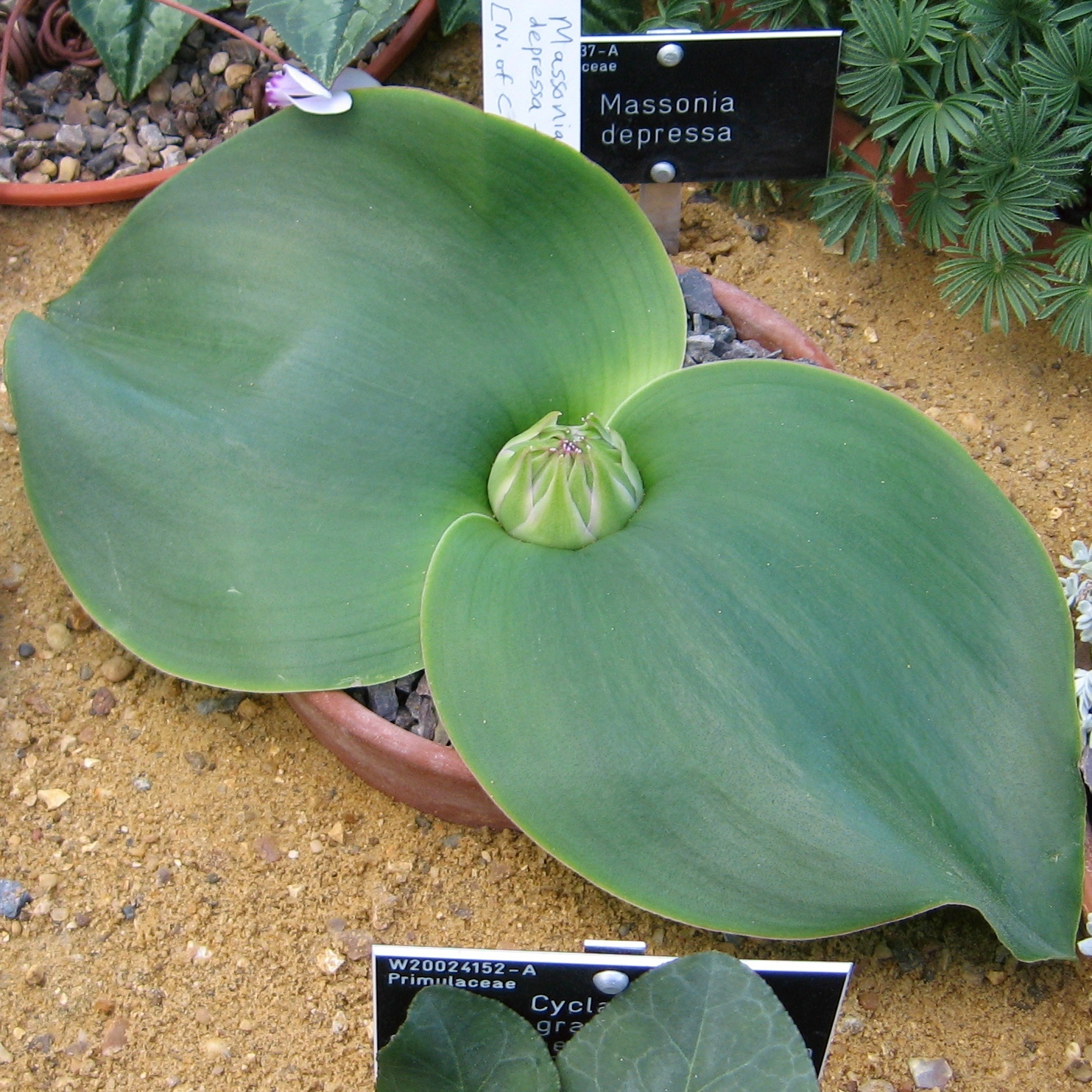
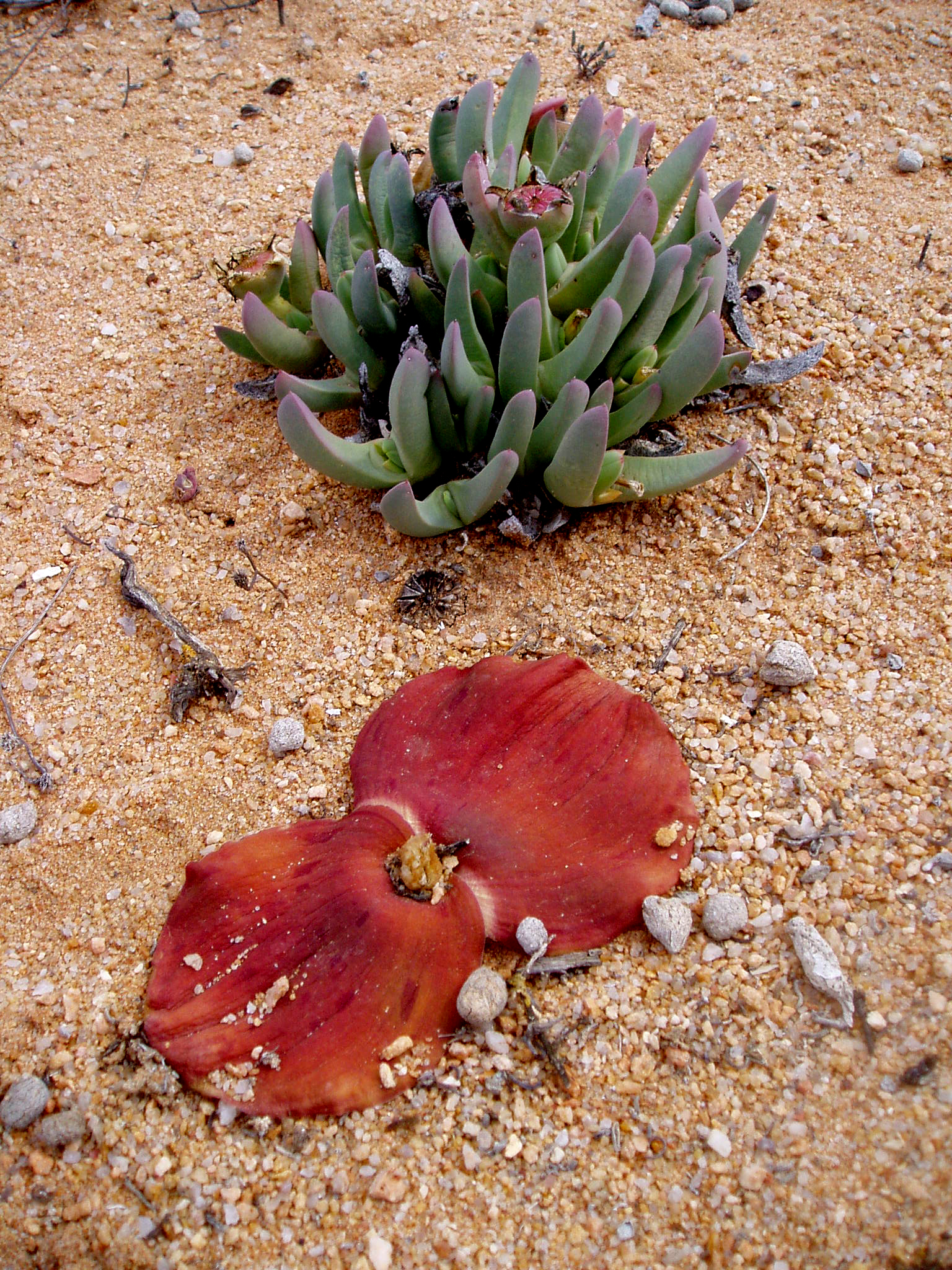